# Aaron Hunt
Aaron Hunt (Goslar, 4 de setembro de 1986) era 
um futebolista alemão que atuava como meia. Antigamente, jogava pelo Hamburgo.

## Carreira

### Clube
Depois de passar sua primeira temporada no Werder Bremen na reserva, no ano em que o clube conquistou a dobradinha de títulos na Alemanha, Hunt fez sua estreia na primeira divisão em 18 de setembro de 2004 como substituto contra o Hannover 96. Em sua primeira aparição no time titular, contra o Borussia Mönchengladbach em 12 de fevereiro de 2005, ele marcou seu primeiro gol, se tornando o jogador mais jovem do Werder Bremen a marcar um gol no time principal, com a idade de 18 anos e 161 dias.
No início de 2006, Hunt sofreu uma lesão misteriosa no joelho, que depois de alguns meses foi diagnosticado uma bursite. Como resultado, ele perdeu o restante da temporada após a pausa para o inverno. Em novembro ele renovou seu vínculo clube até 2010 e, em 3 de março de 2007 Hunt emplaca um hat-trick no campeonato ao marcar 3 gols na vitória do Werder por 3-0 contra o VfL Bochum.

### Seleção
Hunt é filho de pai alemão e mãe inglesa, com isso, pode jogar tanto pela Alemanha bem como pela Inglaterra mas afirmou que só iria jogar por seu país de nascimento.
Em outubro de 2006, ele atuou na Seleção Alemã Sub-21 em um playoff das eliminatórias para o Campeonato Europeu de 2007 contra a Inglaterra, em Coventry. Em 6 de novembro de 2009 foi convocado para a Seleção Alemã de Futebol para os dois jogos amistosos em 14 de novembro de 2009 contra a Seleção Chilena de Futebol e 18 de novembro de 2009 contra a Costa do Marfim.

### Escândalo
Em novembro de 2006, Hunt foi acusado pela UEFA de conduta antidesportiva grave após denúncias de comentários racistas no jogo da segunda fase do playoff do Sub-21 contra a Inglaterra. Ele foi suspenso por dois jogos. No entanto, ele conseguiu recorrer da decisão e, em pouco depois, a punição foi revogada.

## Títulos
Wolfsburg
- Copa da Alemanha: 2015